# Garnotia
Garnotia es un género de plantas herbáceas perteneciente a la familia de las poáceas. Es originario de Asia, norte de Australia y Pacífico.

## Etimología
El nombre del género fue otorgado en honor de Prosper Garnot (1794-1838), cirujano de la marina francesa y naturalista.

## Especies
- Garnotia asiatica Santos
- Garnotia caespitosa Santos
- Garnotia ciliata Merr.
- Garnotia erecta Santos
- Garnotia flexuosa Santos
- Garnotia fragilis Santos
- Garnotia gracilis Swallen
- Garnotia himalayensis Santos
- Garnotia khasiana Santos
- Garnotia mezii Janowski
- Garnotia mindanaensis Santos
- Garnotia patula (Munro) Benth.
- Garnotia solitaria Santos
- Garnotia stricta Brongn.